# Delito de detenciones ilegales (España)
El delito de detenciones ilegales, en el Derecho español, consiste en encerrar o detener a una persona, privando al sujeto pasivo de la facultad de trasladarse libremente de un lugar a otro, obligándole a permanecer en un determinado lugar o espacio cerrado contra su voluntad.

## Tipo
El tipo básico del delito de detenciones ilegales está tipificado en el art. 163. 1 del Código Penal español, que establece que el particular que encerrare o detuviere a otro, privándole de su libertad, será castigado con la pena de prisión de cuatro a seis años.

### Elemento objetivo

#### Bien jurídico protegido
El bien jurídico protegido es la libertad ambulatoria.

#### Conducta típica
La conducta típica consiste en la privación al sujeto pasivo de la posibilidad de determinar por sí mismo su situación en el espacio físico, siendo indiferente los medios empleados para ello y si se realizó por acción o por omisión. Hay dos modalidades:
- Encerrar o situar a una persona en un lugar cerrado mueble o inmueble.
- Detener o aprehender a una persona en un espacio abierto, privándole de la facultad de alejarse.

Respecto de la detención por omisión, esta se produce cuando tras una privación de libertad legítima o ilegítima o debida a un hecho ajeno a un actuar humano, llegado el momento no se libera a la persona imposibilitada de recuperar la libertad por sí misma. A tal efecto cabe mencionar el ejemplo siguiente: cuando un funcionario bajo cuya custodia se encuentra un detenido o preso, no libera al mismo una vez que ha recibido la orden de ponerlo en libertad.

#### Sujeto activo
El sujeto activo de este delito pueden serlo el particular o autoridad o funcionario público que actúa como particular, prevaliéndose de su función o cargo. 
Autor del delito de detención ilegal no será solo el que realiza el momento inicial de detener o encerrar, sino que también lo será aquel sujeto que realice comportamientos típicos tales como vigilar o custodiar al sujeto pasivo del delito para evitar que abandone el lugar. 
Será cooperador necesario quien proporcione el lugar destinado a la ejecución del delito, mientras que si está previamente relacionado con los ejecutores de la detención se considerará coautor (art. 28 CP).[cita requerida]

#### Sujeto pasivo
El sujeto pasivo será todo el que tenga la voluntad abstracta o potencial de movimiento, sin importar que concurra o no la libertad de discernimiento. Por lo tanto, pueden ser sujetos pasivos de este delito los menores, los incapacitados… en la medida en que tengan capacidad suficiente para poder trasladarse por sí mismos.

#### Consumación y permanencia
El delito de detenciones ilegales se consuma cuando se haya producido el resultado, esto es, la privación de libertad. No obstante, cabe la tentativa de este delito. Respecto a la permanencia, la detención ilegal puede tratarse de un delito permanente porque puede prolongarse en el tiempo.

### Elemento subjetivo
En cuanto al elemento subjetivo, se exige dolo, el cual requiere la voluntad de impedir a alguien el empleo de su libertad ambulatoria. Por tanto, será suficiente probar que no existe dolo en la conducta por la que se priva de libertad ambulatoria a un sujeto para que tal comportamiento carezca de relevancia jurídico penal

## Antijuridicidad
La privación de libertad será antijurídica, es decir, contraria a Derecho, injusta o ilícita, a no ser que sea justificada por el consentimiento del sujeto pasivo. Además, si no hay consentimiento, la privación de libertad estará justificada en los siguientes casos:
- En el internamiento de incapaces y enajenados (arts. 760 y ss. Ley de Enjuiciamiento Civil).
- En los supuestos de los arts. 490 y 491 de la Ley de Enjuiciamiento Criminal.
- Cuando la autoridad o agentes de la policía judicial tengan obligación de hacerlo (art. 492 Ley de Enjuiciamiento Criminal).

## Culpabilidad
Para poder afirmar la culpabilidad del sujeto activo, este ha de tener capacidad de culpabilidad (madurez psíquica y capacidad del sujeto para motivarse),  ha de conocer la antijuridicidad del hecho que ha cometido y ha de serle exigible un comportamiento distinto  (comportamiento que no sea imposible o heroico).
En el caso del delito de detenciones ilegales, el hecho estará justificado si el sujeto activo tiene la creencia racional (interpretada en sentido objetivo) de la existencia de alguno de los presupuestos previstos en el art. 490 de la Ley de Enjuiciamiento Criminal o cuando actúa en error de la antijuridicidad de su conducta porque cree erróneamente que está actuando lícitamente (error de prohibición).

## Tipos privilegiados
delito de detención ilegal y secuestro se encuentran regulados en los art. 163 y ss del CP.

### Tiposui génerisde colaboración con la Justicia
El particular que, fuera de los casos permitidos por las leyes, aprehendiere a una persona para presentarla inmediatamente a la autoridad, será castigado con la pena de multa de 3 a 6 meses (art. 163. 4 CP). Se trata de un tipo delictivo sui géneris motivado por la colaboración con la justicia por parte del autor a la hora de realizar la conducta típica de la detención ilegal. 
Este tipo exige un exceso por el particular en el ejercicio de la facultad de detener por sí mismo en unas concretas circunstancias, a una persona para presentarla ante una autoridad. La Ley de Enjuiciamiento Criminal concede esta facultad de detener a los particulares siempre y cuando el sujeto a detener se encuentre en determinadas circunstancias establecidas por la ley. 
Además, se exige la entrega del detenido en un plazo de 48 horas a la autoridad correspondiente para que pueda hablarse de una detención por particular legal. Pues bien, el tipo sui generis a que hace referencia el artículo 163.4 CP se dará cuando la detención la realice un particular fuera de los supuestos previstos por la Ley de Enjuiciamiento Criminal.
Se trata de un delito de intención que consta de dos elementos:
- Conducta básica de detener.
- Elemento típico subjetivo consistente en la finalidad de presentar al detenido ante la autoridad. Para que se dé basta con que únicamente esta finalidad sea subjetivamente pretendida.

## Tipos cualificados

### Por la duración de la detención
El art. 163. 3 CP impone “la pena de 5 a 8 años cuando el encierro o detención haya durado más de 15 días”, ya que, al tratarse de un delito permanente, la privación de libertad puede prolongarse indefinidamente.
Se exige para la concreción de este tipo cualificado un mero criterio cronológico de duración de la privación de libertad superior a quince días. Así, prescinde de cualquier otro criterio valorativo como en el caso del tipo privilegiado.
El fundamento de este tipo cualificado reside en la agravación del incremento del desvalor de injusto que se deriva de la mayor duración de la privación de libertad respecto al tipo básico de la detención ilegal.

### Por secuestro
El art. 164 CP establece que “el secuestro de una persona exigiendo alguna condición para ponerla en libertad, será castigado con la pena de prisión de 6 a 10 años”, pero también dice que “si se hubiera dado la circunstancia del art. 163. 3 CP, se impondrá la pena superior en grado, y la inferior en grado si se dan las condiciones del art. 163. 2 CP”.
En realidad este artículo del código configura un tipo cualificado de detención ilegal de carácter condicional basado en que el autor exija una condición para la puesta en libertad de la persona detenida (el pago de un rescate, la liberación de algún preso...). 
Este art. 164 CP es un delito complejo que incluye un delito de detenciones ilegales y otro de amenazas condicionales.
La pena de secuestro es de 6 a 10 años, pero será elevada en el caso de que el secuestro dure más de 15 días (circunstancia del art. 163. 3CP) y se reducirá si el culpable diera libertad al encerrado o detenido dentro de los 3 primeros días de su detención, sin haber logrado el objeto que se había propuesto (circunstancia del art. 163. 2 CP).

### Por la simulación de cualidad pública por el autor
El art. 165 CP nos dice que “las penas de los artículos anteriores se impondrán en su mitad superior, en los respectivos casos, si la detención ilegal o secuestro se ha ejecutado con simulación de autoridad o función pública”.
Este tipo delictivo añade un nuevo hecho circunstancial de agravación de la pena. Sin embargo, en realidad,  la circunstancia descrita en este art. 165 CP se trataría simplemente de una circunstancia agravante concurrente en el delito de detención ilegal y secuestro, esto es, la agravante genérica del art.  22.2 CP que comprende tres distintas situaciones: ejecutar el hecho mediante disfraz, con abuso de superioridad o aprovechando las circunstancias de lugar, tiempo o auxilio de otras personas que debiliten la defensa del ofendido o faciliten la impunidad del delincuente. Para llegar a esta conclusión, se emplea como argumento que el realizar la conducta de detención ilegal o secuestro con simulación de autoridad o función pública coincide en lo fundamental con las agravantes de disfraz y abuso de superioridad, en tanto en cuanto, “el sujeto que no es funcionario simula serlo, y sin serlo actúa como si lo fuera.”

### Por la especial vulnerabilidad de la víctima
El art. 165 CP en un segundo inciso establece otro tipo cualificado de detención ilegal o secuestro con base en la especial vulnerabilidad de la víctima de dichos delitos: “las penas se impondrán en su mitad superior, en los respectivos casos... si la víctima fuere menor de edad o incapaz o funcionario público en el ejercicio de sus funciones”.
La valoración de los elementos de cualificación de este tipo no atiende a la especial relación interpersonal que pueda existir entre el autor del delito y la víctima y a la utilización que de tales circunstancias se haga en beneficio del autor, sino que el código en este aspecto adopta una postura de presunción, de tal manera que basta con que la víctima pueda englobarse en una de los tres circunstancias personales establecidas por el art. 165 CP para que se produzca la realización del tipo agravado:
- Ser menor la víctima: en este supuesto, la víctima sobre la base de su minoría de edad, tiene limitado o es inexistente la facultad de ejercer su libertad ambulatoria.
- Ser incapaz la víctima: según el art. 25 CP, debe considerarse incapaz a toda persona, sea o no declarada judicialmente la incapacitación, que presente una enfermedad permanente que le impida gobernarse a sí misma o a sus bienes.
- Ser funcionario la víctima: actuando en ejercicio de sus funciones.

### Por la desaparición del detenido o secuestrado
El reo de detención ilegal o secuestro que no de razón del paradero de la persona detenida será castigado, según los casos, con las penas superiores en grado a las señaladas en los artículos anteriores de este capítulo, salvo que la haya dejado en libertad (art. 166 CP).
El hecho fundamental que motiva este tipo agravado es que el autor de un delito de detención ilegal o secuestro no de razón del paradero de la persona detenida, lo cual equivale a no acreditar haber puesto en libertad a la víctima por parte del autor de la detención ilegal. Este tipo cualificado solo será aplicable cuando el detenido no haya sido puesto en libertad.

### Detenciones cometidas por autoridad o funcionario público
La autoridad o funcionario público que, fuera de los casos permitidos por la Ley, y sin mediar causas por delito, cometiere alguno de los hechos descritos en los artículos anteriores será castigado con las penas respectivamente previstas en éstos, en su mitad superior y, además, con la de la inhabilitación absoluta por tiempo de 8 a 12 años (art. 167 CP).
Se trata este de un tipo cualificado de segundo grado respecto de todos los supuestos típicos de detención ilegal y secuestro. El fundamento de este tipo y de su especial agravación radica en la pluriofensividad de la conducta del funcionario que, no solo vulnera la libertad de movimiento de la víctima, sino además los deberes jurídicos que lo compelen a un correcto funcionamiento de la función pública que ostenta.
La acción en este tipo agravado es similar a la de los tipos básicos de detención ilegal y secuestro, es decir, la privación de libertad ambulatoria de la víctima que se deriva de encerrarla o detenerla por el autor. Sin embargo, presenta como elemento característico que le diferencia del resto de tipos la necesidad de que el sujeto activo del delito sea una autoridad o funcionario público que actúa en el ámbito de sus competencias desviándose o extralimitándose en el cumplimiento de las mismas. 
La tipicidad de la conducta de detención ilegal o secuestro por parte de funcionario público exige el estudio de normas extrapenales que establezcan las facultades jurídicas de los funcionarios respecto de la privación de libertad ambulatoria, con el fin de delimitar la legalidad de la actuación. A este respecto, la ilegalidad de la detención o secuestro cometido por funcionario público puede venir dada por una vulneración de la Constitución Española, normativa internacional vigente en nuestro ordenamiento, disposiciones sustantivas o procesales que establezcan garantías respecto del derecho fundamental de la libertad de movimiento personal.
En cuanto a los bienes jurídicos que se ven afectados por este tipo agravado, encontramos varios:
- Libertad de movimiento personal.
- Conjunto de los derechos fundamentales del ser humano: estos se ven afectados mediante la privación de la libertad ambulatoria del detenido ilegalmente.
- Deber jurídico funcionarial como deber institucional del Estado y de la sociedad que afecta directamente al individuo.

Cuando el delito es cometido por un funcionario público, el art. 167 CP dispone la pena de inhabilitación absoluta por periodo de tiempo de ocho a doce años, además de la pena de prisión que corresponda según el tipo que se aplique de detención ilegal o secuestro, en su mitad superior.